# Дяволчетата
„Дяволчетата“ (на английски: The Goonies) е американски детски филм от 1985 година на режисьора Ричард Донър по сценарий на Крис Кълъмбъс.
В центъра на сюжета са група деца в градче в Орегон, които преминават през поредица комични приключения в търсене на старо пиратско съкровище, докато са преследвани от семейство бандити неудачници. Главните роли се изпълняват от Шон Астин, Джош Бролин, Джеф Коен, Кори Фелдман, Кери Грийн.